# Barre des Écrins
Barre des Écrins er med sine 4.102 moh. den højeste top i bjergmassivet Massif des Écrins i Dauphiné-Alperne. Bjergmassivet udgør kerneområdet i Parc national des Écrins. Bjergmassivet ligger i Romanche-dalen.
Selve toppunktet ligger i departementet Hautes-Alpes i regionen Provence-Alpes-Côte d'Azur, lige ved grænsen til departementet Isère i regionen Auvergne-Rhône-Alpes. Det er den sydligste top i Europa der er højere end 4.000 m, og det eneste bjerg over 4.000 m i Frankrig uden for Mont Blanc-massivet. Før anneksionen af Savoyen i 1860 var Barre des Écrins det højeste bjerg i Frankrig.
Barre des Écrins er omgivet af fire isbræer. De to største er Glacier Blanc på nordsiden og Glacier Noir på sydsiden.
Barre des Écrins bestiges som regel med udgangspunkt i turisthytten Refugé des Écrins (3.175 moh.) nord for Glacier Blanc. Fra hytten følger man isbræen op mod kløften Col des Écrins (3.367 moh.). Herfra fortsætter man på isen op mod Dôme de Neige des Écrins (4.015 moh.) og dernæst vestryggen det sidste stykke op mod toppen.